# 1728
Перша наукова революція •  Глухівський період в історії Гетьманщини •  Російська імперія

## Геополітична ситуація
Османську імперію очолює Ахмед III (до 1730). Під владою османського султана перебувають Близький Схід та Єгипет, Середземноморське узбережжя Північної Африки, частина Закавказзя, значні території в Європі: Греція, Болгарія і Сербія. Васалами османів є Волощина та Молдова.
Священна Римська імперія охоплює, крім німецьких земель, Угорщину з Хорватією, Трансильванію, Богемію, Північну Італію, Австрійські Нідерланди. Її імператор — Карл VI Габсбург (до 1740). Король Пруссії — Фрідріх-Вільгельм I (до 1740).
На передові позиції в Європі вийшла Франція, якою править Людовик XV (до 1774). Франція має колонії в Північній Америці та Індії.
Король Іспанії — Філіп V з династії Бурбонів (до 1746). Королівству Іспанія належать: південь Італії, Нова Іспанія, Нова Гранада та Віцекоролівство Перу в Америці, Філіппіни. Королем Португалії є Жуан V (до 1750). Португалія має володіння в Бразилії, в Африці, в Індії, в Індійському океані й Індонезії.
Північ Нідерландів займає Республіка Об'єднаних провінцій. Вона має колонії в Північній Америці, Індонезії, на Формозі та на Цейлоні. Король Великої Британії — Георг II (до 1760). Британія має колонії в Північній Америці, на Карибах та в Індії. Король Данії та Норвегії — Фредерік IV (до 1730), на шведському троні сидить Фредерік I (до 1751). На Апеннінському півострові незалежні Венеціанська республіка та Папська область. У Речі Посполитій королює Август II Сильний (до 1733). Імператор Російської імперії — Петро II (до 1730).
Україну розділено по Дніпру між Річчю Посполитою та Російською імперією. Посада гетьмана залишається вакантною. Пристановищем козаків є Олешківська Січ. Існує Кримське ханство, якому підвладна Ногайська орда.
В Ірані Сефевіди поступилися правлінням Хотакі.
Значними державами Індостану є Імперія Великих Моголів, Імперія Маратха. В Китаї править Династія Цін. У Японії триває період Едо.

## Події

### В Україні
- Кость Гордієнко востаннє обіймав посаду кошового отамана Січі.
- Петро II у відповідь на клопотання козацької старшини написав «Рішительні пункти».

### У світі
- У Москві відбулася коронація Петра II.
- У битві біля Палхеда пешва маратхів Баджі Рао I завдав поразки військам Асаф Джаха I.
- У Копенгагені спалахнула пожежа, найбільша в історії Данії.

### Наука і культура
- Джеймс Бредлі використав явище аберації для визначення швидкості світла.
- Джеймс Бредлі спостерігав нутацію земної осі.
- Вітус Берінг вирушив на північ з Камчатки, пройшов через Берінгову протоку й обігнув мис Дежньова.
- Засновано Гаванський університет.

## Вигадані події
- У 1728 році відбуваються події фільму «Пірати Карибського моря: Прокляття «Чорної перлини»»

## Народились
Дивись також Категорія:Народились 1728
- 21 лютого — Петро III (Карл Петр Ульріх), російський імператор (1761—1762 рр.)
- 26 серпня — Йоганн Генріх Ламберт, німецький фізик, астроном, математик і філософ.
- 30 вересня — Мартин Почобут-Одляницький, білоруський і литовський просвітник, астроном, математик, ректор Головної Віленськой школи.

## Померли
Дивись також Категорія:Померли 1728
- Анна Петрівна — російська велика княжна, донька Петра I та Катерини Олексіївни; мати Петра III.